# Wright StreetLite
Wright StreetLite — одноэтажный автобус, выпускаемый производителем автобусов из Северной Ирландии Wrightbus с 2010 года.

## Модификации
- StreetLite WF (wheel-forward)
- StreetVibe[2][3][4]
- VDL Citea MLE[5]
- StreetLite DF (door-forward)
- StreetLite Max[6]

## Галерея

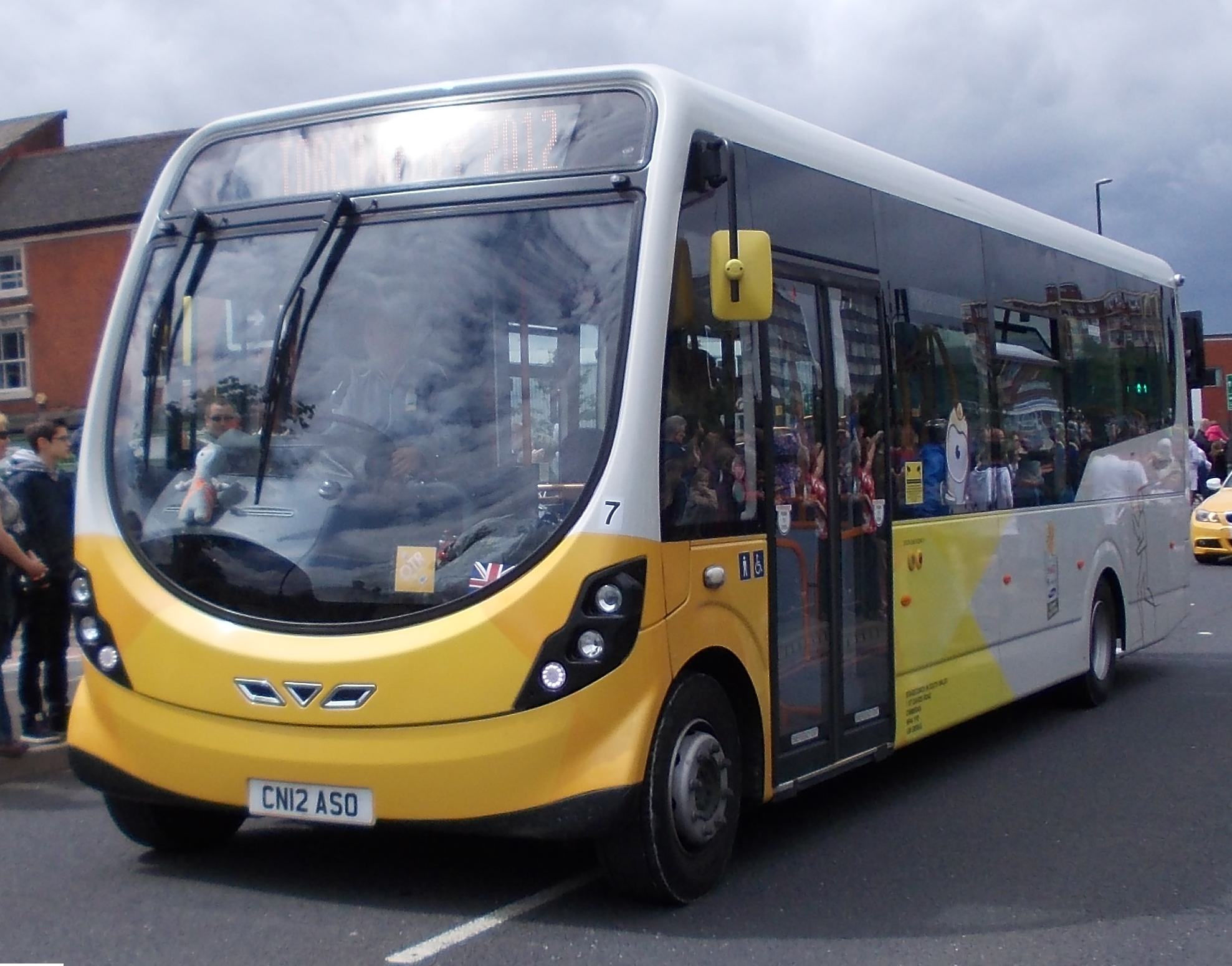
StreetLite на летних Олимпийских играх 2012
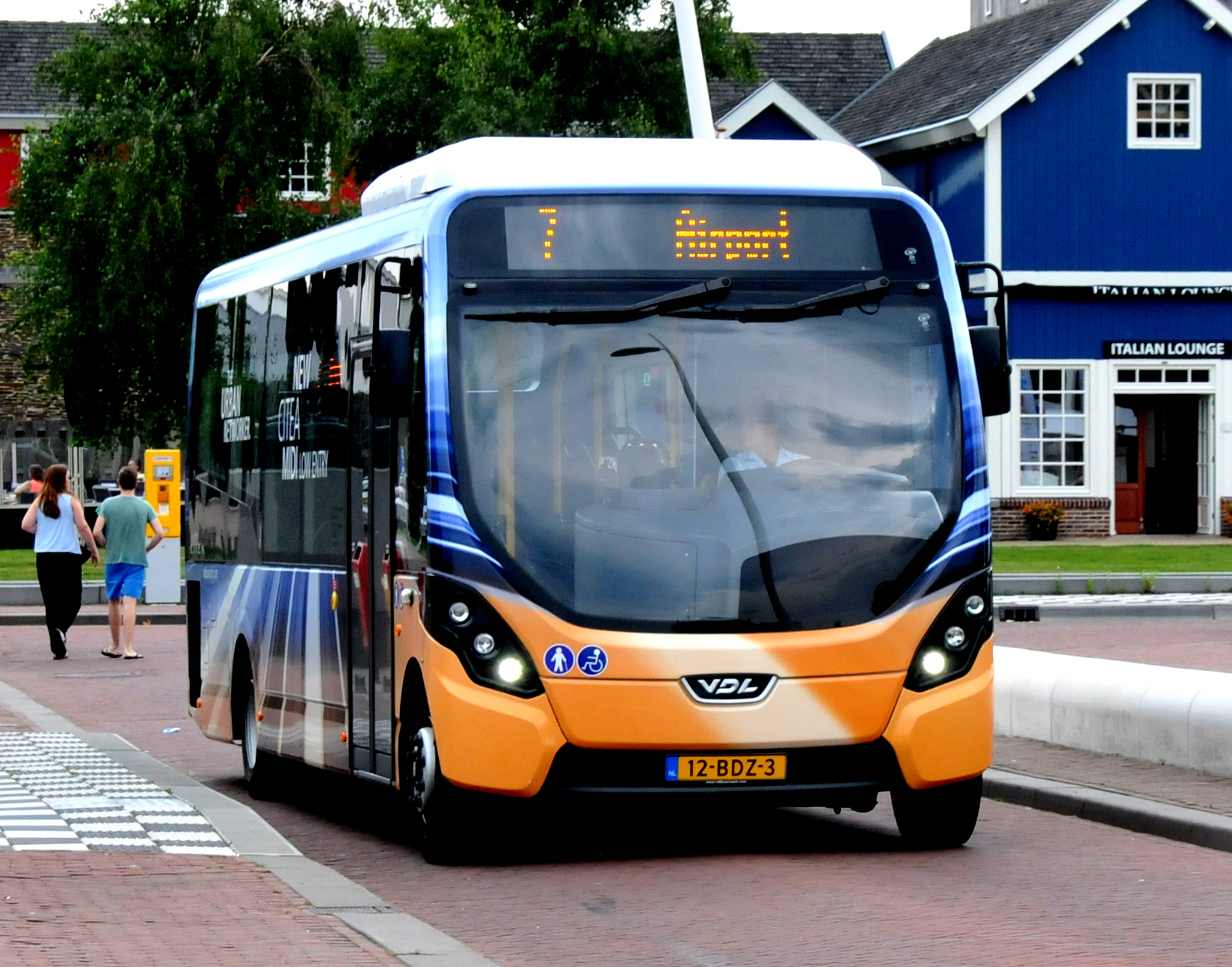
Arriva Netherlands VDL Citea MLE
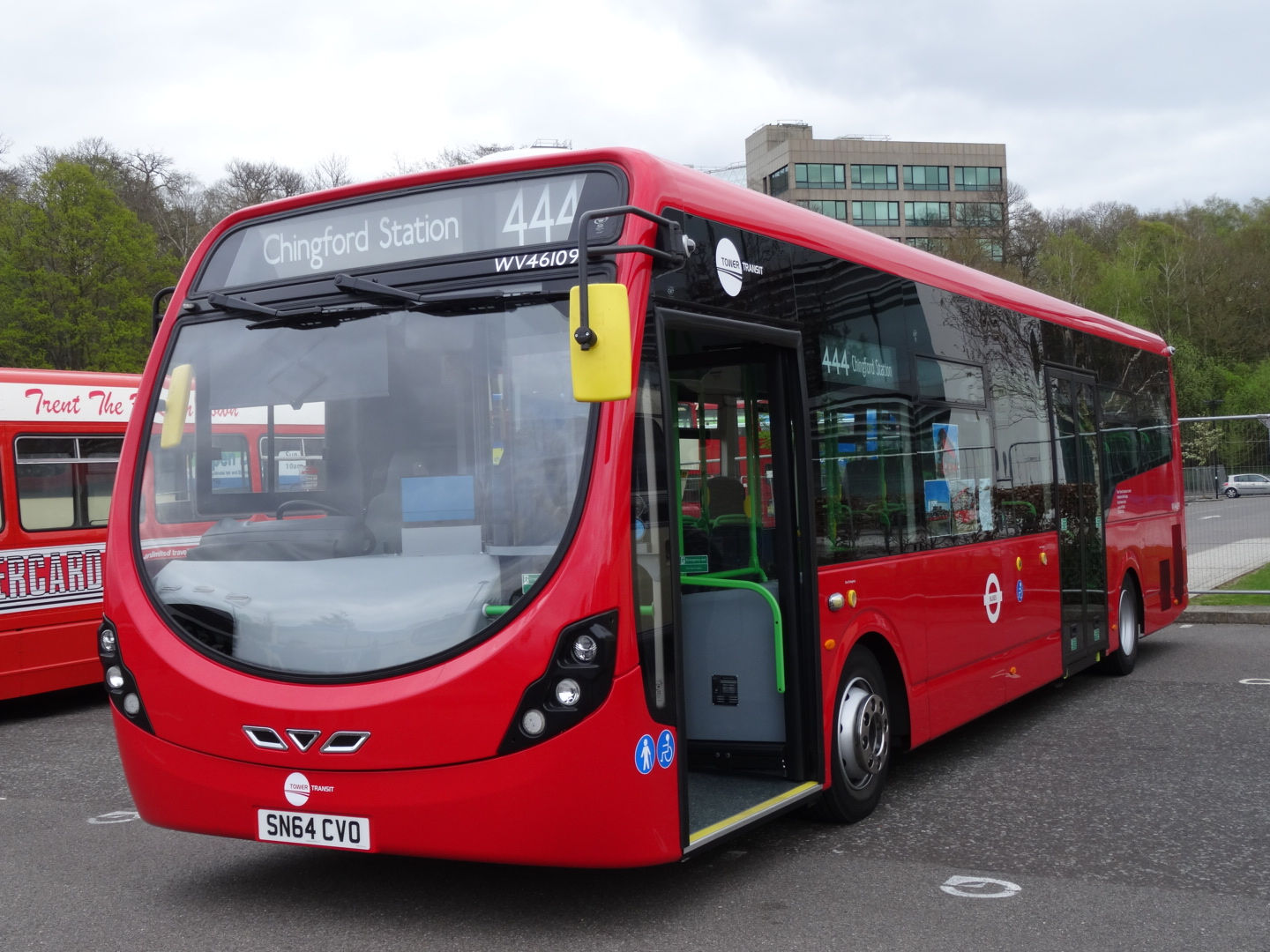
Tower Transit в Лондоне
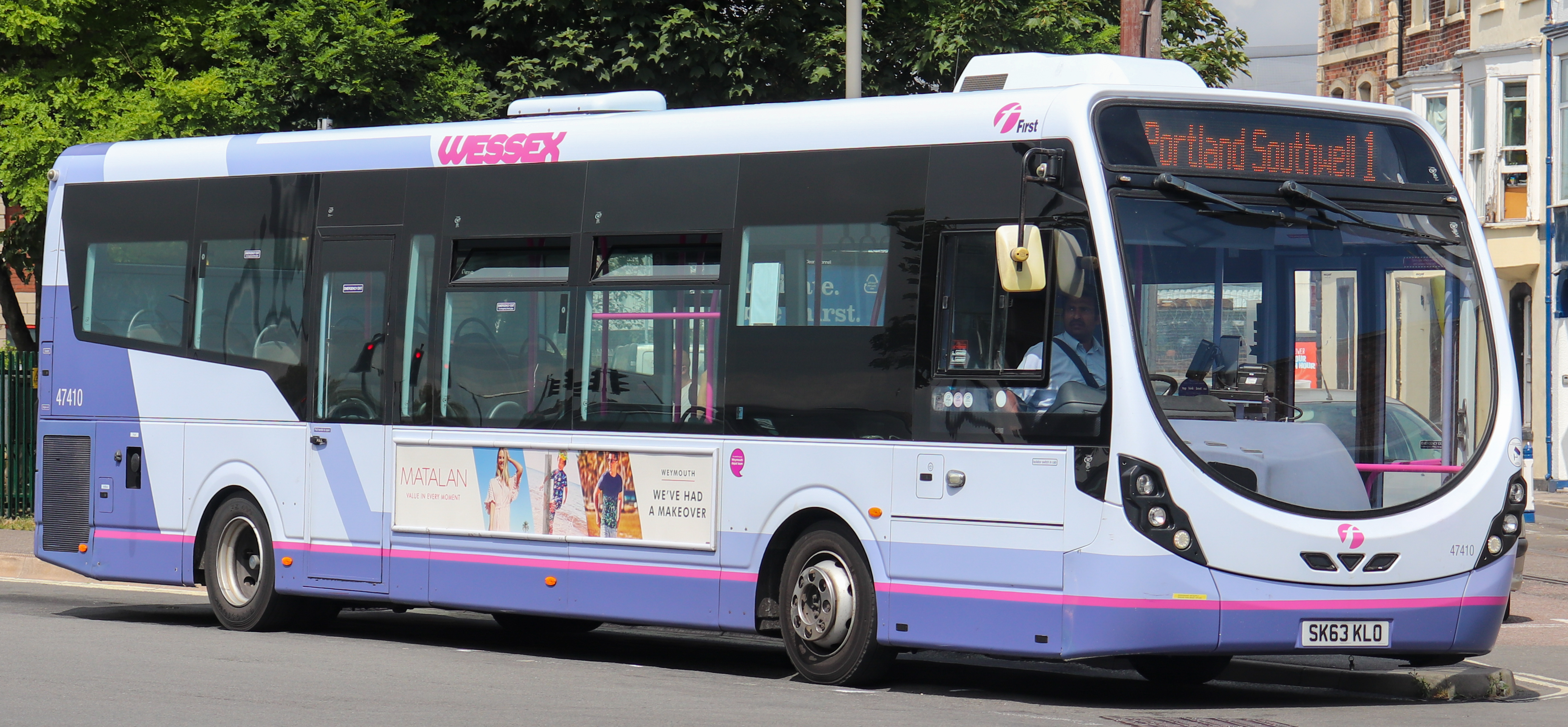
Wright StreetLite DF
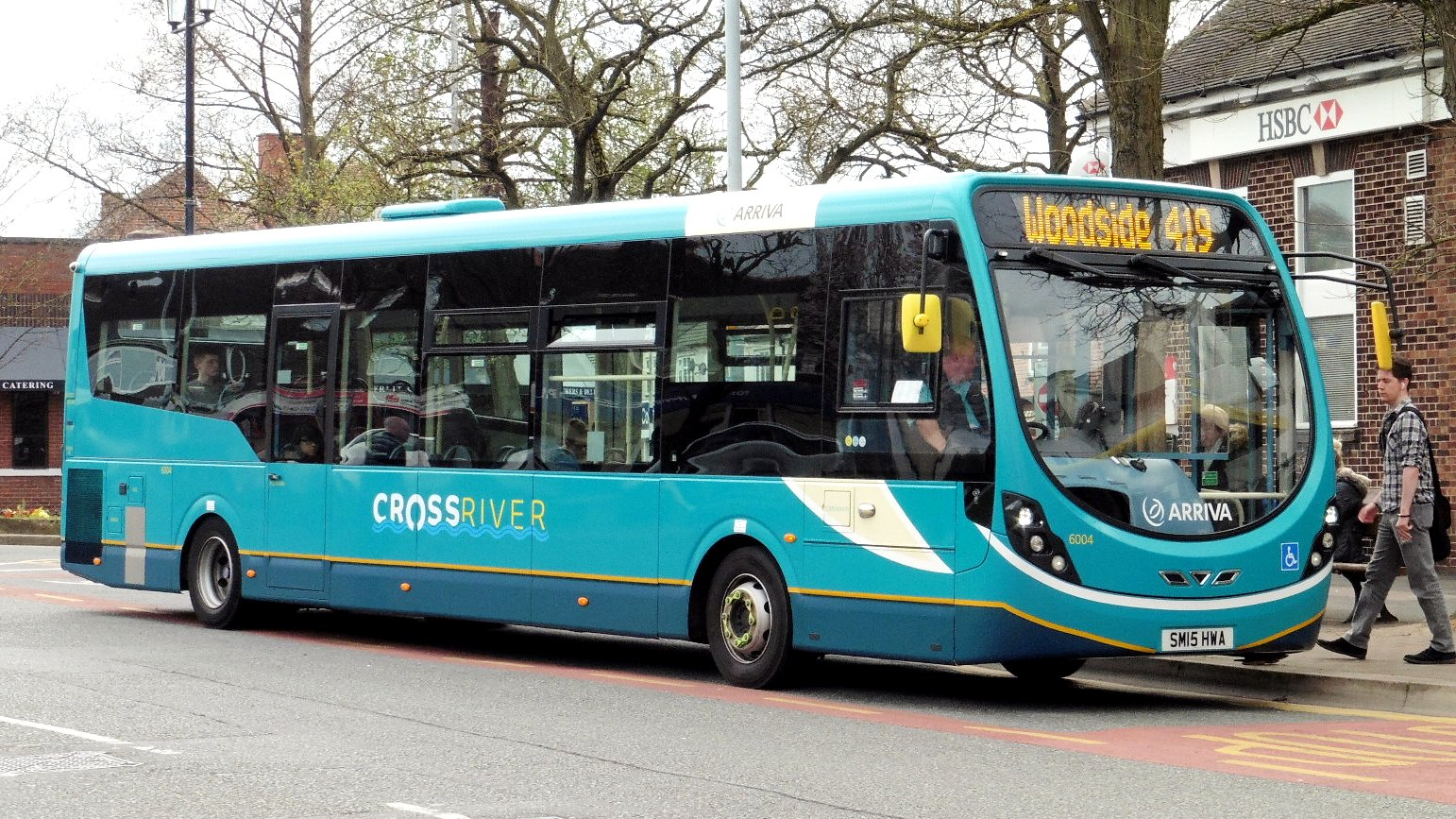
Wright StreetLite Max
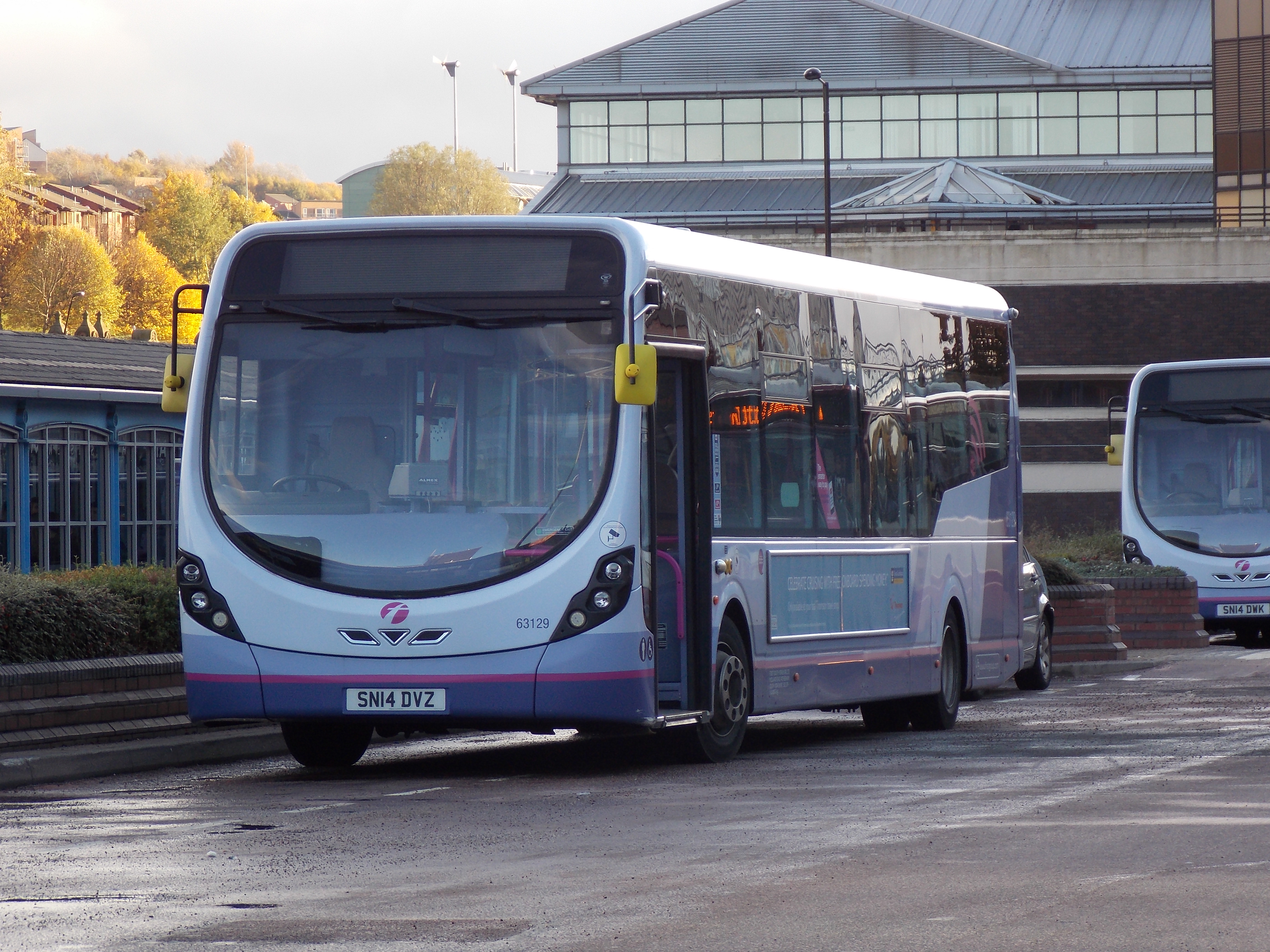
Wright StreetLite Micro Hybrid
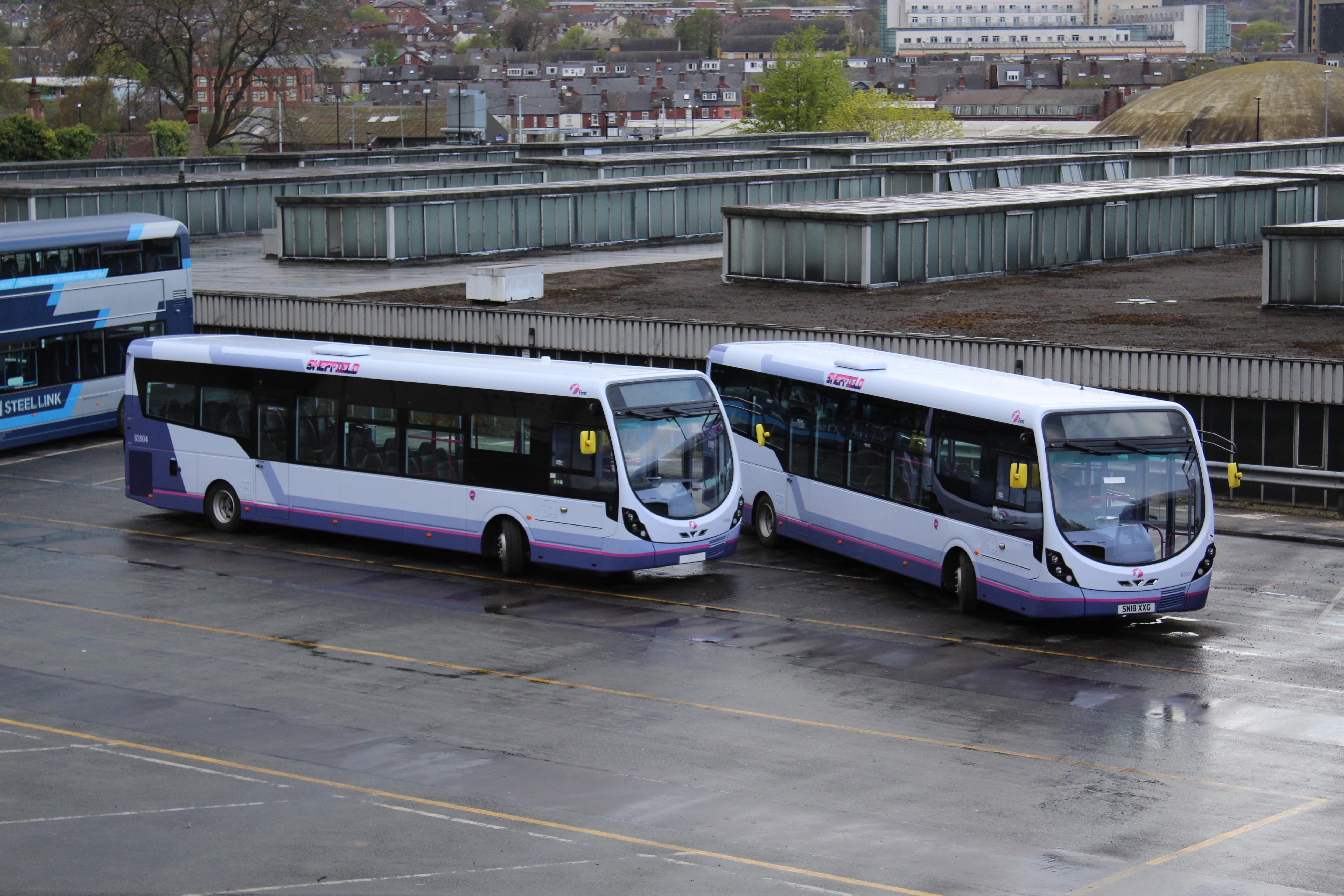
Wright StreetLite Max
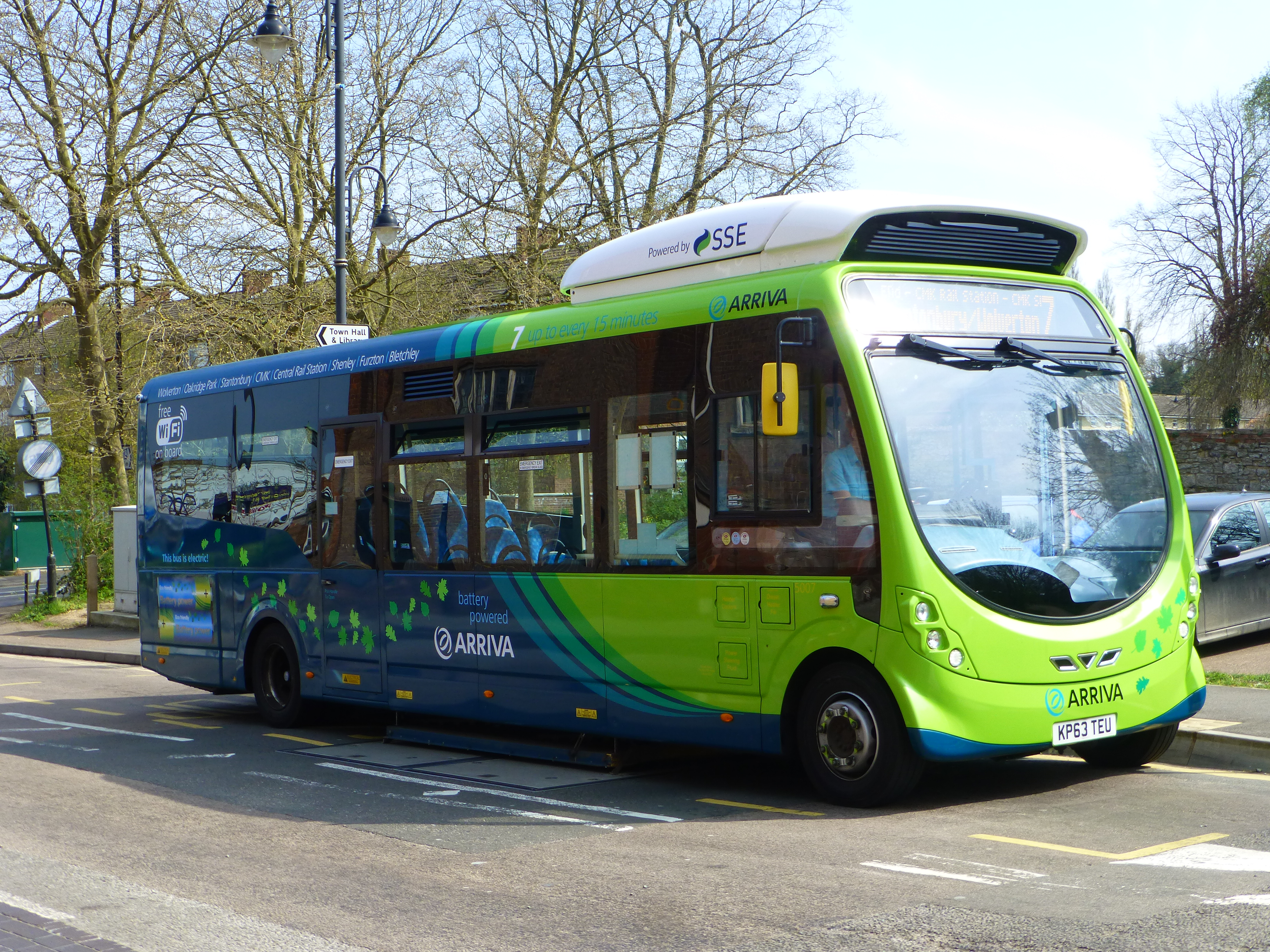
Wright StreetLite EV
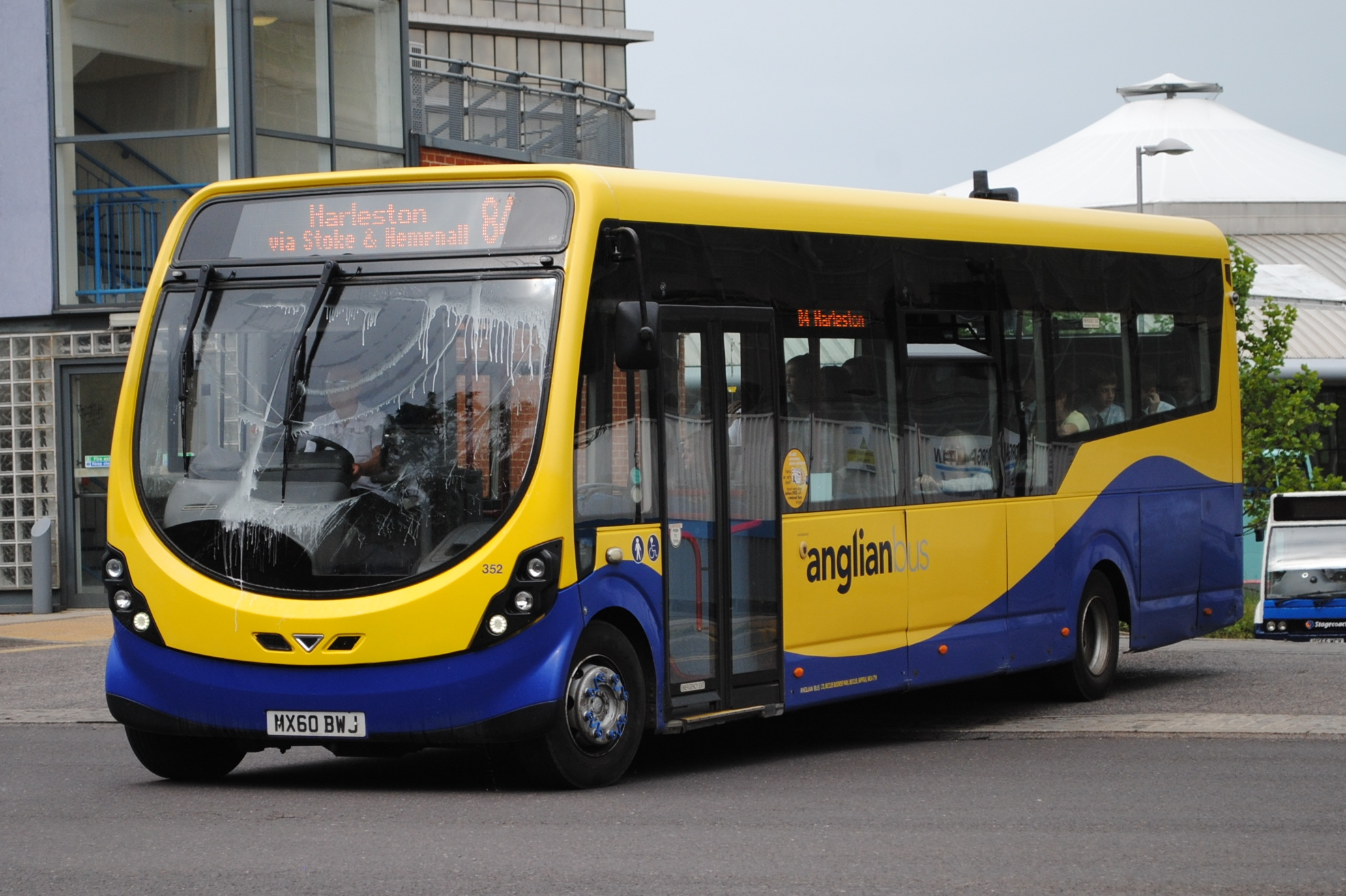
Wright StreetLite WF